# Amphoe Mae Chai

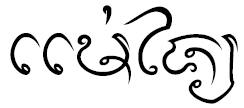
„Mae Chai“ in Lanna-Schrift

Amphoe Mae Chai (Thai อำเภอ แม่ใจ) ist ein Landkreis (Amphoe – Verwaltungs-Distrikt) im Westen der Provinz Phayao. Die Provinz Phayao liegt im nordöstlichen Teil Nordregion von Thailand.

## Geographie
Der Bezirk Mae Chai liegt im oberen Tal des Ing-Flusses. Westlich der Stadt Mae Chai erheben sich die Doi Luang Berge, geschützt vom Doi Luang Nationalpark. Im Osten liegt der Nong Leang Sai Stausee, und an der Grenze zum Mueang Bezirk der Mae Pim Stausee. Vom Mae Puem Nationalpark wird der Mae-Puem National Conserved Forest und der Dong Pra-Doo Forest geschützt.
Benachbarte Bezirke (von Norden im Uhrzeigersinn): die Amphoe Phan und Pa Daet der Provinz Chiang Rai, Amphoe Mueang Phayao der Provinz Phayao sowie Amphoe Wang Nuea in der Provinz Lampang.

## Geschichte
Der Landkreis Mae Chai wurde am 23. Dezember 1917 aufgelöst und in den Amphoe Mueang Phan integriert.
Am 24. Januar 1963 wurde er erneut – zunächst als „Zweigkreis“ (King Amphoe) eingerichtet.
Am 28. Juli 1965 bekam Mae Chai den vollen Amphoe-Status.
Im Jahr 1977 wurde der Bezirk von der Provinz Chiang Rai der neu eingerichteten Provinz Phayao zugeordnet.

## Verwaltung

### Provinzverwaltung
Der Landkreis Mae Chai ist in sechs Tambon („Unterbezirke“ oder „Gemeinden“) eingeteilt, die sich weiter in 66 Muban („Dörfer“) unterteilen.
| Nr. | Name        | Thai      | Muban | Einw. |
| --- | ----------- | --------- | ----- | ----- |
| 01. | Mae Chai    | แม่ใจ      | 10    | 4.771 |
| 02. | Si Thoi     | ศรีถ้อย     | 13    | 7.059 |
| 03. | Mae Suk     | แม่สุก      | 10    | 5.510 |
| 04. | Pa Faek     | ป่าแฝก     | 11    | 5.240 |
| 05. | Ban Lao     | บ้านเหล่า   | 14    | 7.956 |
| 06. | Charoen Rat | เจริญราษฎร์ | 08    | 3.915 |

### Lokalverwaltung
Es gibt sechs Kommunen mit „Kleinstadt“-Status (Thesaban Tambon) im Landkreis:
- Ruam Chai Phatthana (Thai: เทศบาลตำบลรวมใจพัฒนา) bestehend aus Teilen des Tambon Mae Chai.
- Si Thoi (Thai: เทศบาลตำบลศรีถ้อย) bestehend aus Teilen des Tambon Si Thoi.
- Pa Faek (Thai: เทศบาลตำบลป่าแฝก) bestehend aus dem kompletten Tambon Pa Faek.
- Charoen Rat (Thai: เทศบาลตำบลเจริญราษฎร์) bestehend aus dem kompletten Tambon Charoen Rat.
- Mae Chai (Thai: เทศบาลตำบลแม่ใจ) bestehend aus den Teilen der Tambon Mae Chai, Si Thoi.
- Ban Lao (Thai: เทศบาลตำบลบ้านเหล่า) bestehend aus dem kompletten Tambon Ban Lao.

Außerdem gibt es eine „Tambon-Verwaltungsorganisationen“ (องค์การบริหารส่วนตำบล – Tambon Administrative Organizations, TAO)
- Mae Suk (Thai: องค์การบริหารส่วนตำบลแม่สุก) bestehend aus dem kompletten Tambon Mae Suk.